# Anthidium niveocinctum
Anthidium niveocinctum is een vliesvleugelig insect uit de familie Megachilidae. De wetenschappelijke naam van de soort is voor het eerst geldig gepubliceerd in 1857 door Gerstäcker.
De diersoort komt voor in Zimbabwe.